# アメリカ合衆国の同性結婚
本項ではアメリカ合衆国での同性結婚（アメリカがっしゅうこくでのどうせいけっこん）について説明する。

## 歴史
アメリカにおける同性結婚はホモファイル運動から始まる。1970年に初めて同性婚訴訟が提起された。原告はジョン・ベイガーとマイケル・マコーネルという男性同士のカップルであった。2人はミネソタ州で婚姻許可書の発行を拒否され、州の裁判所で訴訟を提起した。州によって異なるが法的に婚姻関係に認められるには婚姻許可書と婚姻証明書の2つが必要となる。こうした同性婚の婚姻許可書の発行を巡った訴訟は幾度となく行われてきた。
2004年5月17日、全米で初めてマサチューセッツ州で同性婚が認められた。2013年には同性婚を認める特別区は17となった。
2015年6月26日、オーバーグフェル対ホッジス裁判での最高裁判所判決により、事実上アメリカ全土での同性結婚が合法化された。
2022年12月13日、同性婚の権利を連邦レベルで擁護する結婚尊重法が成立した。